# 대산3 일반산업단지
대산3 일반산업단지는 서산시 대산읍 대죽리 일원에 대산산업단지개발이 총사업비 750억원을 투입하여 조성 중인 지방산업단지이다. 2014년 4월 16일에 산업단지 지정승인 되어 2017년 12월말 조성 완료를 목표로 하고 있다. 총 조성계획면적은 542,120m2이며, 주요유치 업종은  화학물질 및 화학제품 제조업:의약품제외(C20)으로 현재 LG화학과 롯데케미칼이 입주하여 공장을 건축 중에 있다.